# والریو تبالدی
والریو تبالدی (ایتالیایی: Valerio Tebaldi؛ زادهٔ ۲ ژوئیهٔ ۱۹۶۵) دوچرخه‌سوار اهل ایتالیا است.

## باشگاهی
از باشگاه‌هایی که در آن رکاب زده‌است می‌توان به تیم دوچرخه‌سواری ماپی و تیم دوچرخه‌سواری فستینا اشاره کرد.